# قمبود هناهي
قمبود هناهي (الاسم العلمي: Campodea hannahae) هو نوع من الحيوانات يتبع جنس القمبود من فصيلة القمابيد.